# Milanka Price Index
El Milanka Price Index es uno de los principales índices bursátiles de la bolsa de Colombo en Sri Lanka. Se compone de 25 compañías seleccionadas del mercado, que son revisadas cada trimestre, a diferencia del índice "All Share Price Index", que incluye todas las acciones que cotizan en la bolsa de Colombo (aproximadamente unas 250 compañías).

## Composición
A mayo de 2007, las 25 empresas del Milanka Price Index, listadas por sector económico, son las siguientes:

### Banca, Finanzas & Sector asegurador
| Símbolo | Compañía                       | Notas |
| ------- | ------------------------------ | ----- |
|         | Ceylinco Insurance Company PLC |       |
|         | Commercial Bank of Ceylon PLC  |       |
|         | DFCC Bank PLC                  |       |
|         | Hatton National Bank PLC       |       |
|         | National Development Bank PLC  |       |
|         | Nations Trust Bank PLC         |       |
|         | Sampath Bank PLC               |       |
|         | Seylan Bank PLC                |       |

### Bebidas, Alimentación & Tabaco
| Símbolo | Compañía                              | Notas |
| ------- | ------------------------------------- | ----- |
|         | Distilleries Company of Sri Lanka PLC |       |

### Sectores diversificados
| Símbolo | Compañía                     | Notas                                                                            |
| ------- | ---------------------------- | -------------------------------------------------------------------------------- |
|         | Hayleys PLC                  | cuero, caucho, guantes de látex, naviera, agricultura, Medio ambiente            |
|         | Hemas Holdings PLC           | holding; Salud, transporte, alimentación y productos de higiene personal         |
|         | John Keells Holdings PLC     | agricultura, té, logística, tecnologías de la información, servicios financieros |
|         | Richard Pieris & Company PLC | caucho, neumáticos, plásticos, agricultura, transporte                           |

### Hoteles & Turismo
| Símbolo | Compañía                      | Notas |
| ------- | ----------------------------- | ----- |
|         | Asian Hotels & Properties PLC |       |

### Sector manufacturero
| Símbolo | Compañía                      | Notas |
| ------- | ----------------------------- | ----- |
|         | Caltex Lubricants Lanka PLC   |       |
|         | Pelwatte Sugar Industries PLC |       |
|         | Tokyo Cement Co. (Lanka) PLC  |       |
|         | ACL Cables PLC                |       |
|         | Royal Ceramics Lanka PLC      |       |

### Telecomunicaciones
| Símbolo | Compañía              | Notas |
| ------- | --------------------- | ----- |
|         | Dialog Telekom PLC    |       |
|         | Sri Lanka Telecom PLC |       |

### Sector médico
| Símbolo | Compañía               | Notas |
| ------- | ---------------------- | ----- |
|         | Asiri Hospitals PLC    |       |
|         | Nawaloka Hospitals PLC |       |

### Sector inmobiliario
| Símbolo | Compañía                      | Notas |
| ------- | ----------------------------- | ----- |
|         | Overseas Reality (Ceylon) PLC |       |

### Química & Sector farmacéutico
| Símbolo | Compañía                          | Notas |
| ------- | --------------------------------- | ----- |
|         | Chemical Industries (Colombo) PLC |       |